# Fighting Harada
Masahiko Harada, in giapponese 原田 政彦, meglio conosciuto come Fighting Harada (Tokyo, 5 aprile 1943), è un ex pugile giapponese.
Fu campione del mondo dei pesi mosca dal 1962 al 1963 e dei pesi gallo dal 1965 al 1968.

## La carriera
Professionista dal 1960, Harada diventò campione del mondo dei pesi mosca a soli diciannove anni, il 10 ottobre 1962, battendo al Kuramae Kokugikan di Tokyo il thailandese Pone Kingpetch per KO all'undicesimo round. Nella rivincita,  12 gennaio 1963 a Bangkok, fu sconfitto da Kingpetch ai punti in quindici round. Il giudice giapponese si era espresso per il pari mentre l'arbitro e l'altro giudice Nat Fleischer avevano visto l'avversario in vantaggio per quattro-cinque punti. Era il primo combattimento di Harada fuori dal Giappone.
Passato alla categoria superiore, il 18 maggio 1965, a Nagoya, inflisse la prima sconfitta al brasiliano Éder Jofre e conquistò il titolo mondiale dei pesi gallo, in virtù di un controverso verdetto ai punti. L'incontro fu dichiarato Sorpresa dell'anno 1965 dalla rivista Ring Magazine. La rivincita si svolse il 31 maggio 1966 al Nippon Budokan di Tokyo e, stavolta, il verdetto in favore del giapponese fu unanime. Conservò questo titolo sino al 1968 battendo, tra gli altri, il gallese Alan Rudkin. Lo perse il 27 febbraio 1968, al Nippon Budokan di Tokyo, consegnandolo ai punti con verdetto unanime, anche se di stretta misura, all'australiano Lionel Rose.
Il 28 luglio 1969 a Sydney, Harada tentò la scalata del titolo mondiale dei pesi piuma detenuto dall'australiano Johnny Famechon. Famechon andò tre volte al tappeto al 2º, all'11º e al 14º round ma atterrò a sua volta lo sfidante alla quinta ripresa. Alla fine del match, l'arbitro e giudice unico Willie Pep annunciò un verdetto di parità che, comunque, avrebbe consentito ugualmente all'australiano di mantenere la cintura mondiale. Poi, tra i fischi della folla di casa e la confusione, modificò il suo cartellino e assegnò la vittoria per un punto a Johnny Famechon.
Data l'incertezza del verdetto, l'australiano fu costretto a concedere la rivincita al giapponese che, stavolta, fu allestita proprio nella al Tokyo Metropolitan Gymnasium. Famechon conservò la cintura mondiale, mettendo fuori combattimento Harada a 1:09 del 14º round. Al momento del knock out, il campione del Mondo era in vantaggio sui cartellini di tutti e tre i giudici. Dopo questo incontro, Masahiko Harada si ritirò dalla boxe.
La International Boxing Hall of Fame lo ha ammesso fra i più grandi pugili di ogni tempo. Nel 1975 la rivista The Ring lo ha collocato al 9º posto in una propria classifica dei migliori pesi gallo della storia del pugilato e, nel 2002, al 32º posto in quella degli 80 migliori pugili degli ultimi 80 anni.